# 久里浜駅
久里浜駅（くりはまえき）は、神奈川県横須賀市久里浜一丁目にある、東日本旅客鉄道（JR東日本）横須賀線の駅。横須賀線の終着駅である。駅番号はJO 01。
本項目では久里浜駅構内に所在する「横浜支社総合訓練センター」についても解説する。

## 歴史
- 1944年（昭和19年）4月1日：運輸通信省横須賀線の駅として開業する[1]。
- 1946年（昭和21年）2月20日：昭和天皇が厚生省浦賀引揚援護局、国立久里浜病院などへ行幸。お召し列車が発着[5]。
- 1974年（昭和49年）10月1日：貨物の取り扱いが廃止される[1]。
- 1985年（昭和60年）3月14日：荷物扱い廃止[1]。
- 1987年（昭和62年）4月1日：国鉄分割民営化に伴い、東日本旅客鉄道（JR東日本）の駅となる[1]。
- 1993年（平成5年）8月6日：自動改札機を設置し、供用開始[6]。
- 2001年（平成13年）
  - 11月18日：ICカード「Suica」の利用が可能となる。
  - 12月1日：ダイヤ改正に伴い、湘南新宿ラインの運行が開始される。
- 2004年（平成16年）10月16日：ダイヤ改正に伴い、当駅発着の湘南新宿ラインは廃止される。
- 2016年（平成28年）7月1日：業務委託化[3]。
- 2022年（令和4年）9月7日：みどりの窓口の営業を終了[7][8]。

## 駅構造
JR東日本ステーションサービスが駅管理を受託している横浜統括センター（逗子駅）管理の業務委託駅。お客さまサポートコールシステムが導入されており、早朝は遠隔対応のため改札係員は不在となる。島式ホーム1面2線を有する地上駅。駅構内には最大11両編成の列車が停車する。
駅西側には留置線（元大船工場久里浜派出所）が広がっており、夜間留置に行われている。この留置線とホームの間の入換（入出区）は、ホームからさらに南へ延びる単線の引き上げ線を介して行われる。この線路上には2か所の踏切（八幡第1踏切・八幡第2踏切）がある。
コンコースとホームの間は長年、階段のみの跨線橋で結ばれていたが、その東側にエスカレーターとエレベーターを備えた新しい跨線橋が設けられた。
指定席券売機・自動改札機が設置されているほか、駅構内の改札外にはNewDaysが入居している。

### のりば
| 番線 | 路線                   | 方向 | 行先                 |
| ---- | ---------------------- | ---- | -------------------- |
| 1・2 | 横須賀・総武線（快速） | 上り | 横浜・東京・千葉方面 |

（出典：JR東日本:駅構内図）

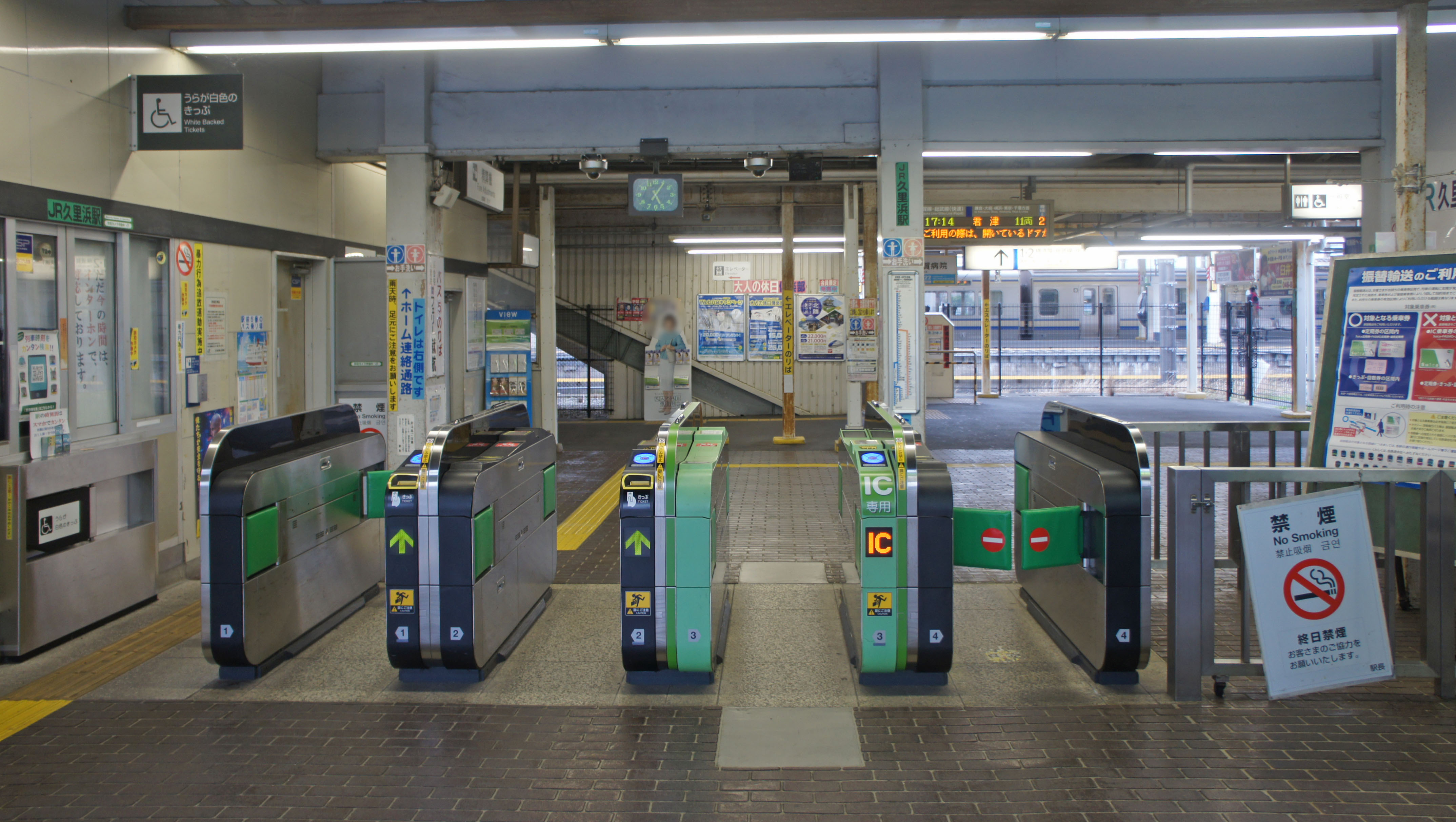
改札口（2019年6月）
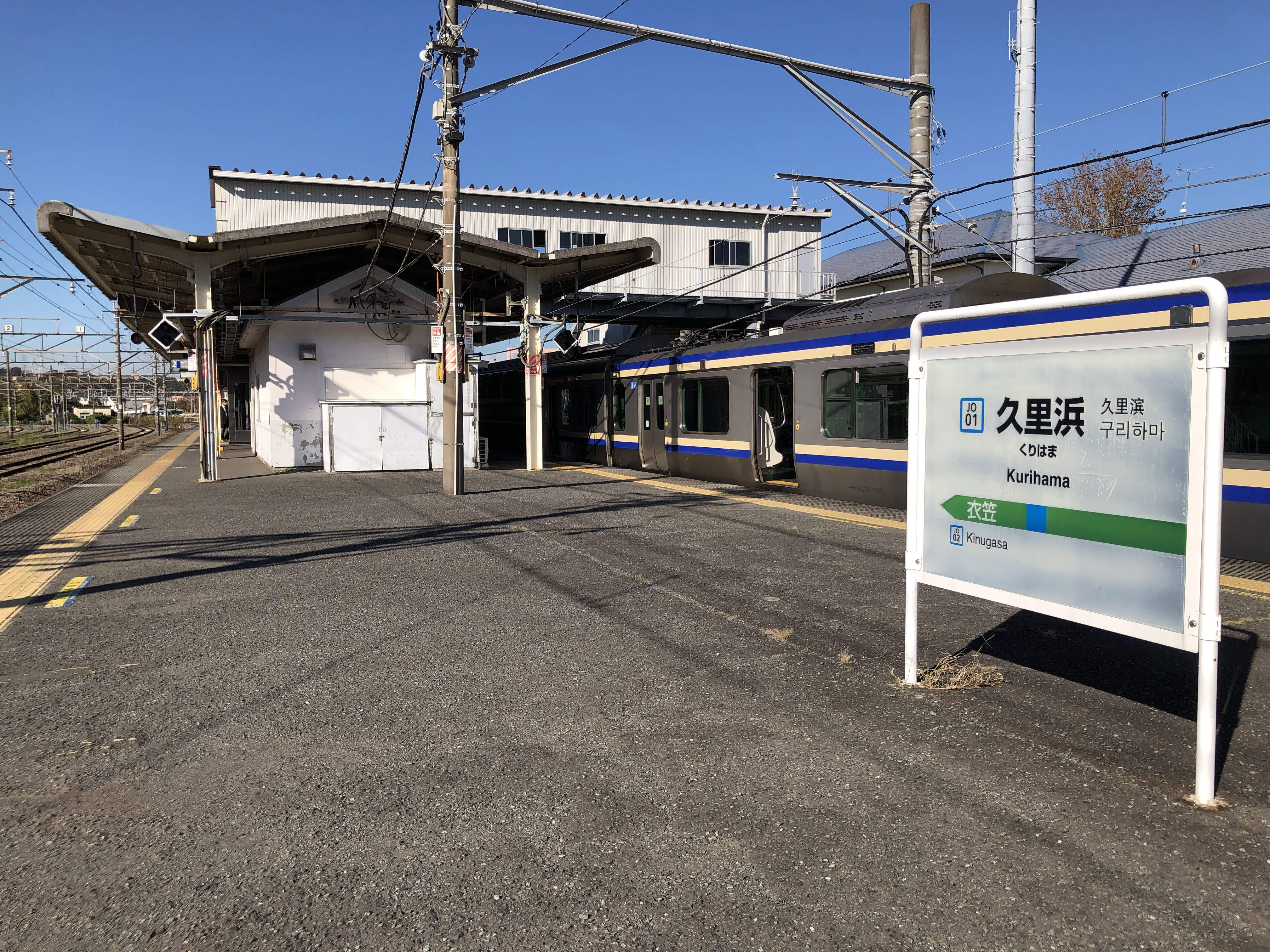
ホーム（2021年11月）

## 利用状況
2023年度（令和5年度）の1日平均乗車人員は5,577人である。
1995年度（平成7年度）以降の1日平均乗車人員の推移は下記の通り。
| 年度               | 1日平均 乗車人員 |
| ------------------ | ---------------- |
| 1995年（平成07年） | 8,381            |
| 2000年（平成12年） | 7,579            |
| 2001年（平成13年） | 7,408            |
| 2002年（平成14年） | 7,158            |
| 2003年（平成15年） | 7,147            |
| 2004年（平成16年） | 7,002            |
| 2005年（平成17年） | 6,901            |
| 2006年（平成18年） | 6,906            |
| 2007年（平成19年） | 6,847            |
| 2008年（平成20年） | 6,960            |
| 2009年（平成21年） | 6,874            |
| 2010年（平成22年） | 6,876            |
| 2011年（平成23年） | 6,938            |
| 2012年（平成24年） | 7,104            |
| 2013年（平成25年） | 7,127            |
| 2014年（平成26年） | 6,798            |
| 2015年（平成27年） | 6,767            |
| 2016年（平成28年） | 6,684            |
| 2017年（平成29年） | 6,558            |
| 2018年（平成30年） | 6,455            |
| 2019年（令和元年） | 6,338            |
| 2020年（令和02年） | 4,958            |
| 2021年（令和03年） | 5,235            |
| 2022年（令和04年） | 5,416            |
| 2023年（令和05年） | 5,577            |

## 訓練センター
駅構内にある旧・国府津機関区久里浜支区の跡地を活用し、1998年に横浜支社総合訓練センターが開設された。
構内にある総延長450メートルの訓練線には、複線線路、分岐器、駅設備（相模駅・湘南駅）、信号設備が設置されている。
この訓練センターでは仙石線で使用されていた105系とモーターカーや、2008年7月からはクリーム1号を身に纏った元京浜東北線209系モハ209-39・モハ208-39（大船工場製）を改造した訓練車を使用しており、ホームからもこの車両が視認できる。

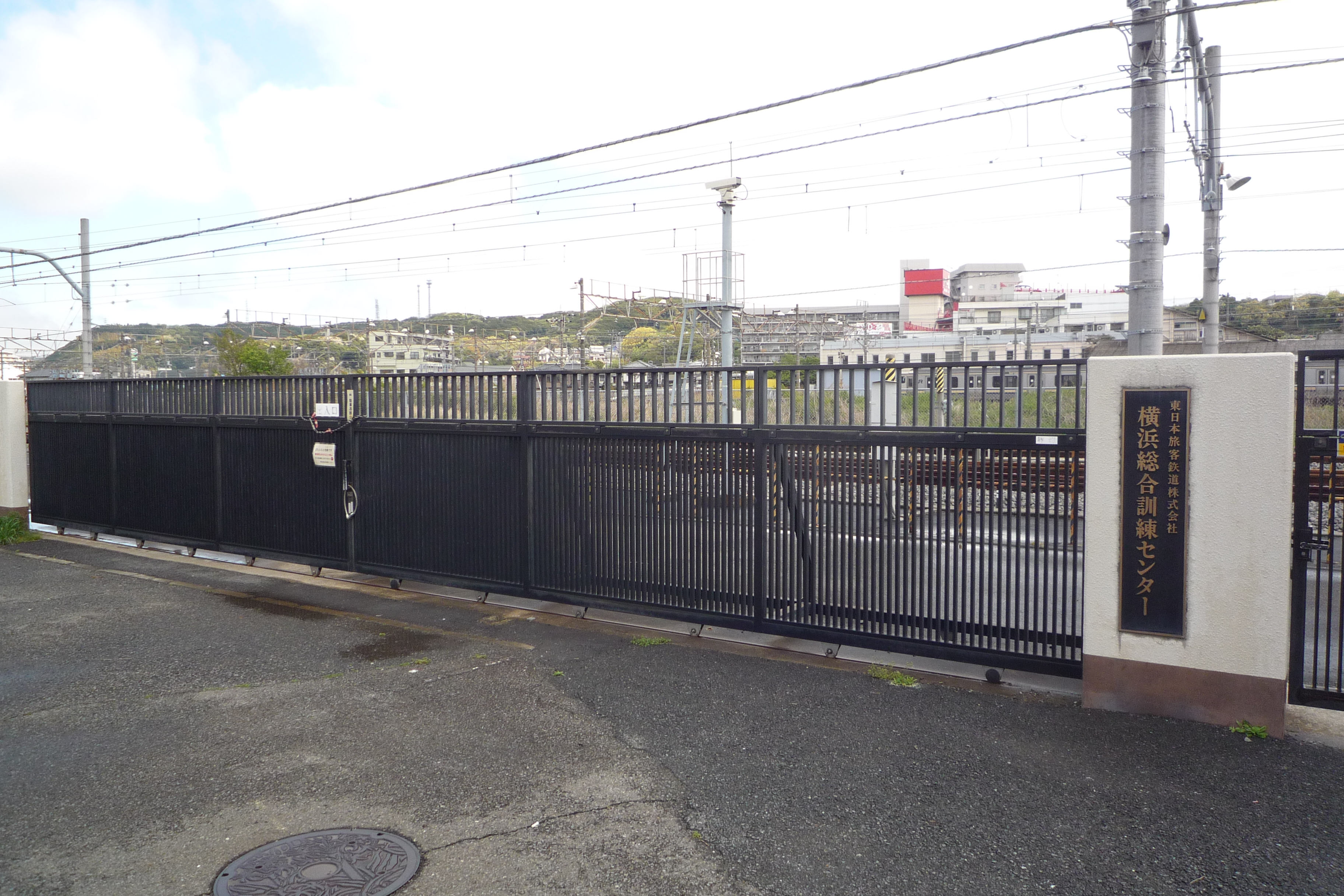
訓練センター正門
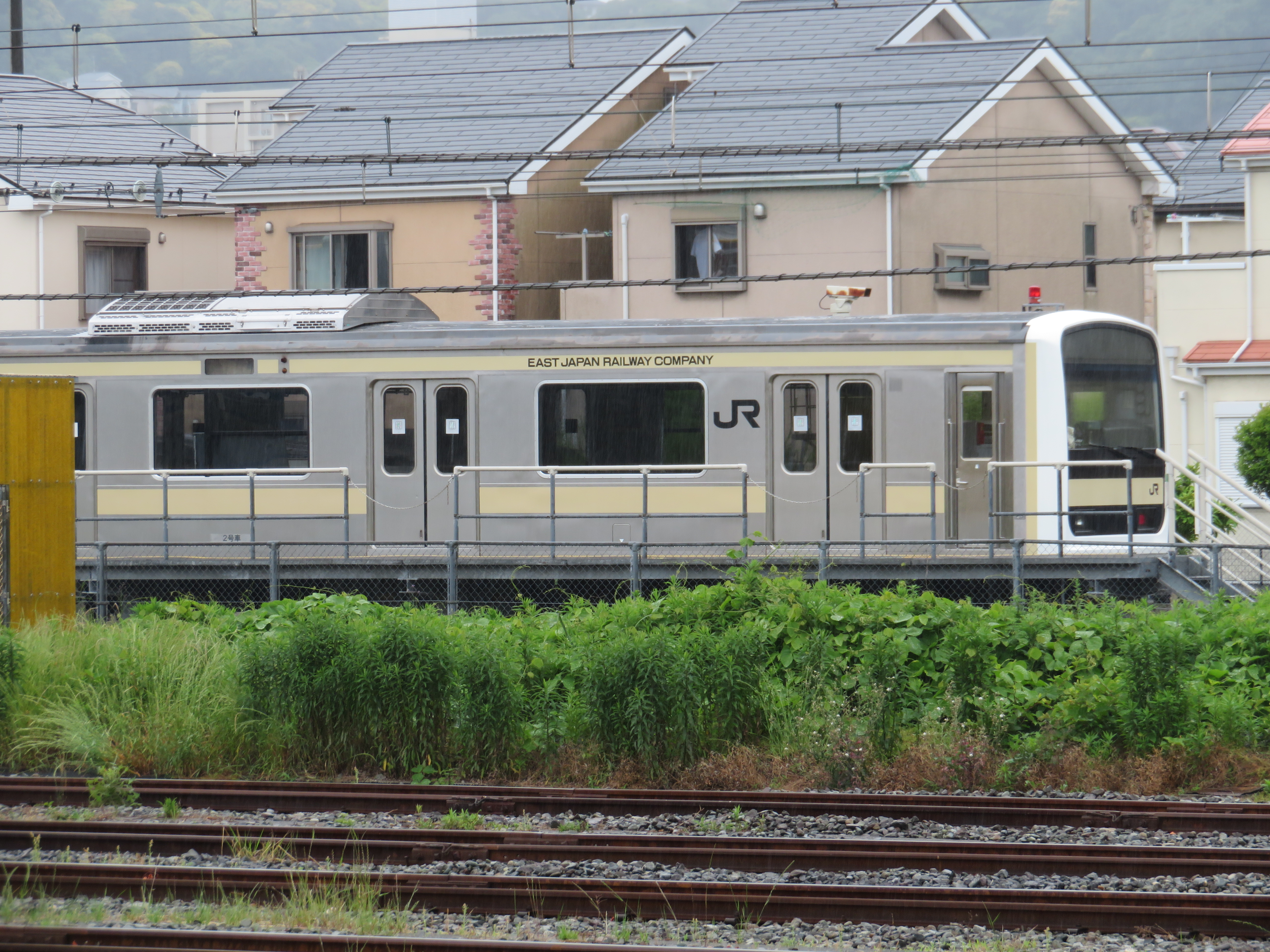
209系訓練車
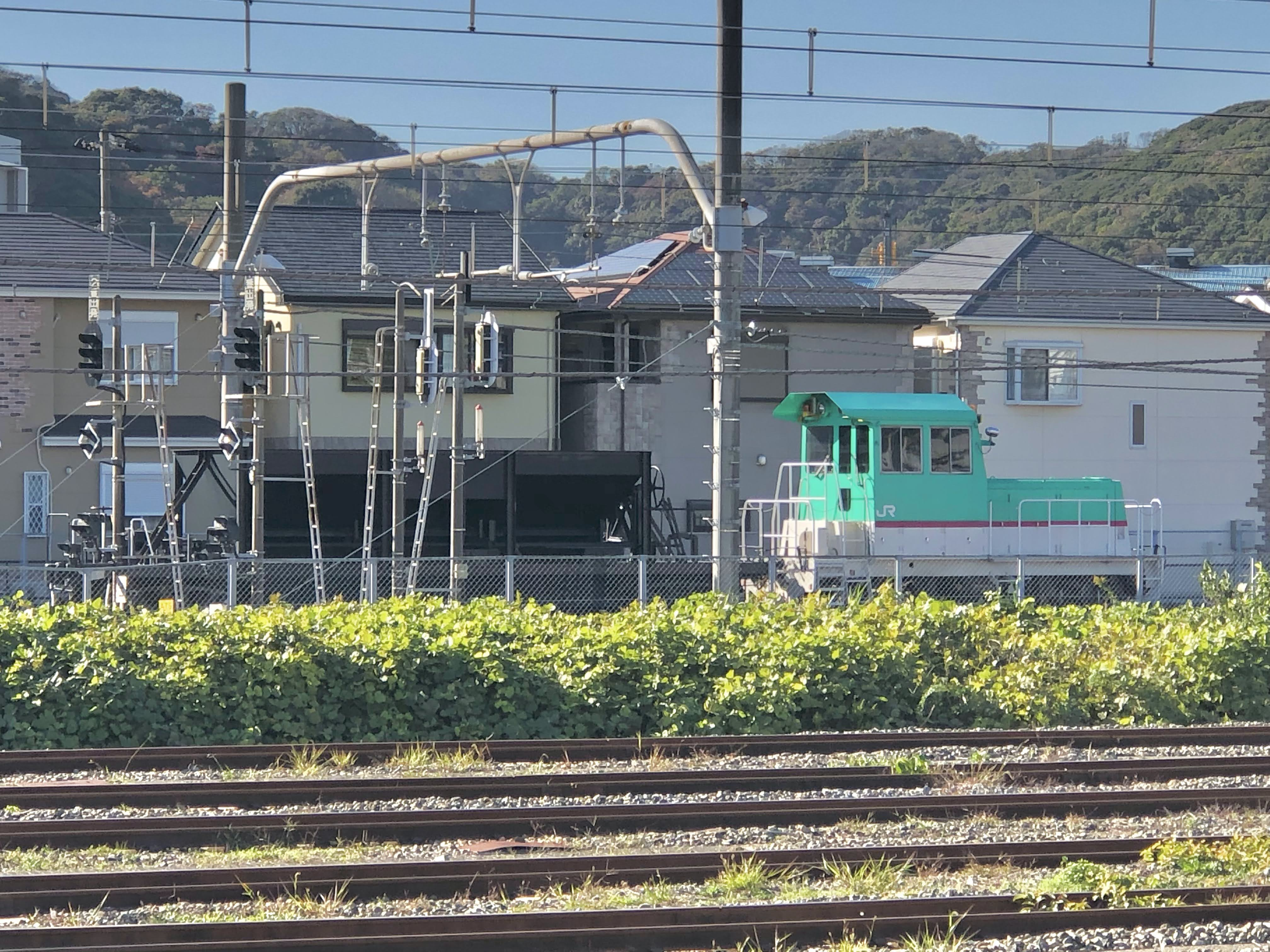
ホキ800とモーターカー

## 駅周辺
近傍にある京急久里浜駅の利用者の方が圧倒的に多く、繁華街もそちらが中心となっている。なお、駅自体も同駅が「久里浜駅（初代）」として先に開業している（こちらを参照）。
- 京浜急行電鉄 久里浜線 京急久里浜駅 - 徒歩3分。2008年3月15日より両駅を乗り継ぎ駅とする連絡定期券を発売している[9]。
- 久里浜港 - 東京湾フェリー、東海汽船の旅客航路が発着し、京急バス市内線で連絡する。
- 久里浜商店街
- グローバル・ニュークリア・フュエル・ジャパン
- 横須賀ドライビングスクール
- 平作川
- 国道134号

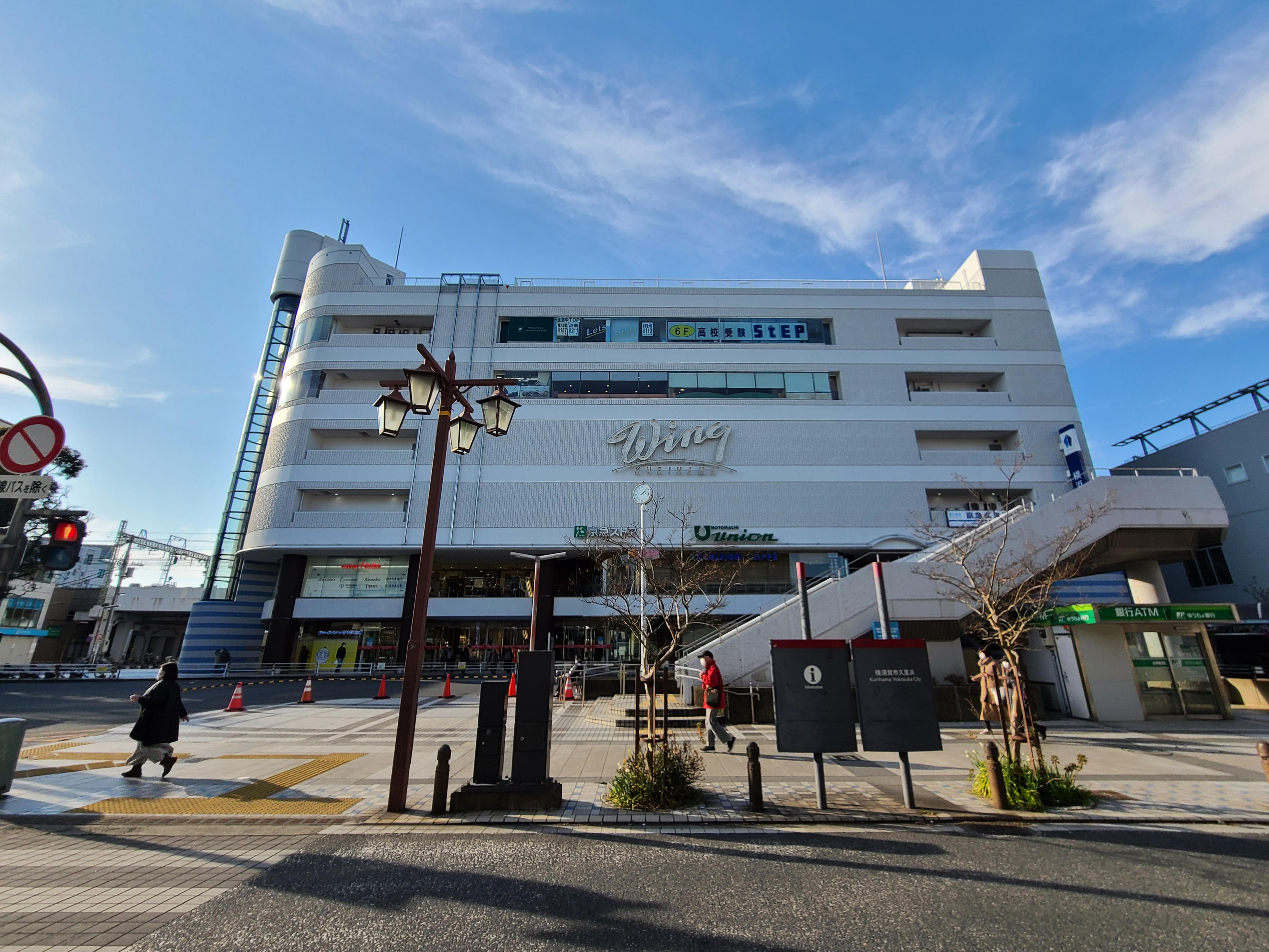
京急久里浜駅
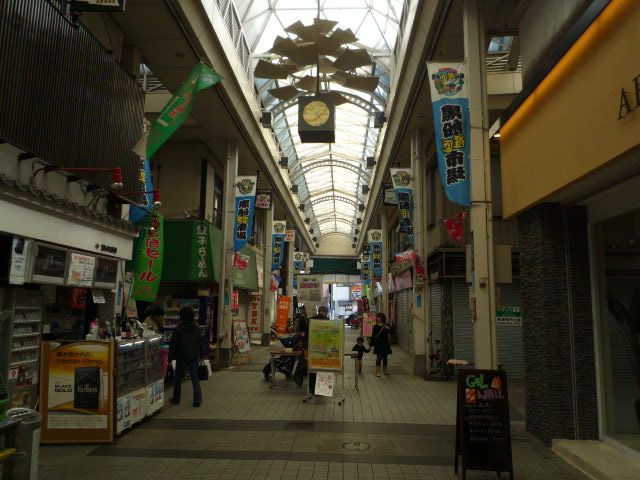
久里浜商店街

## バス路線

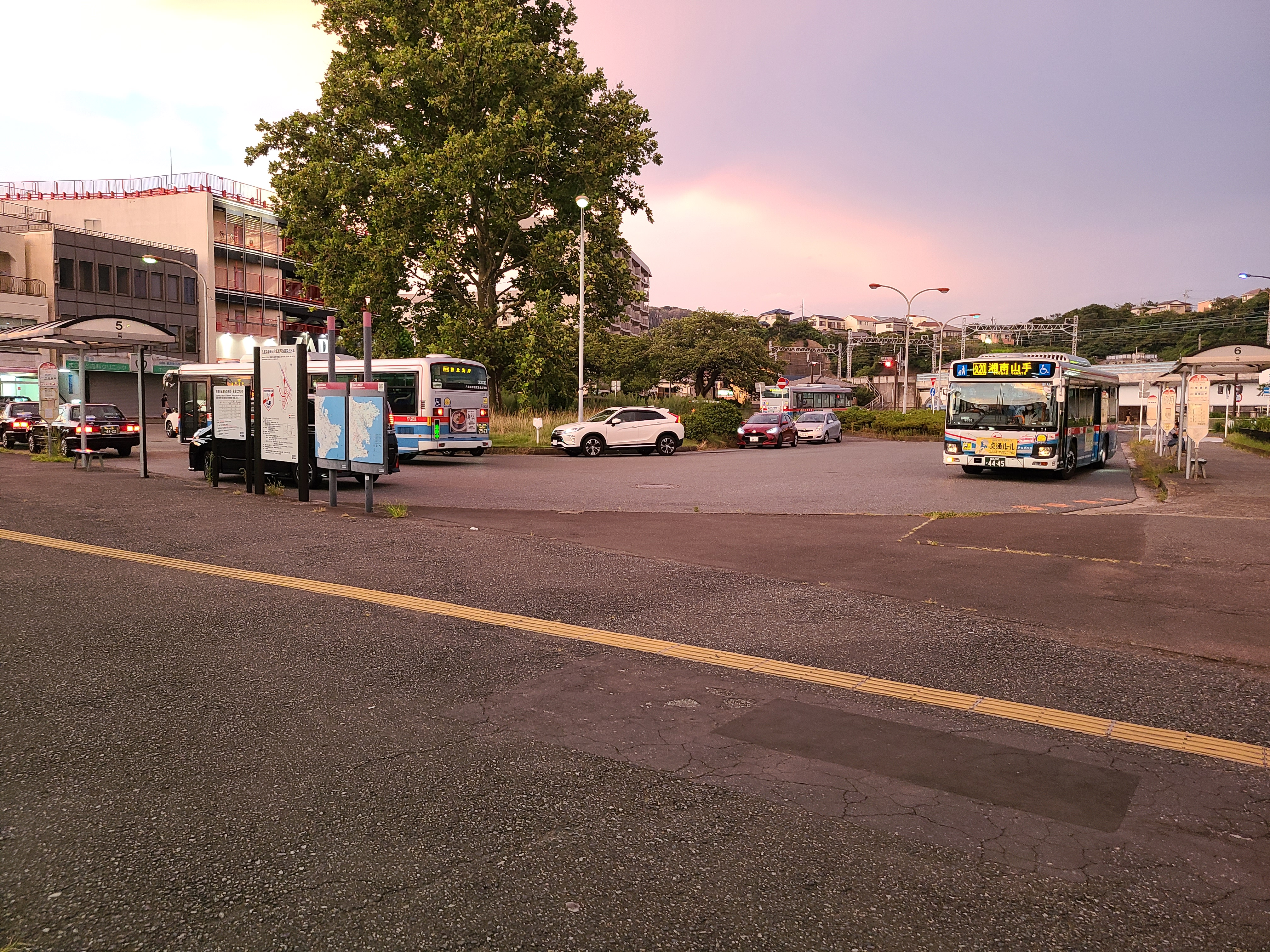
駅前バスターミナル（2020年8月）

バスターミナル、駐輪場前、京急久里浜駅西口前の道路上にある。全路線京浜急行バスによる運行。
| のりば | 運行事業者   | 系統・行先                                                                                            |
| ------ | ------------ | --- |
| 4      | 京浜急行バス | 北久12：北久里浜駅                                                                                    |
| 5      | 京浜急行バス | 久8：野比海岸                                                                                         |
| 6      | 京浜急行バス | - 久10：浦賀駅 - 久20：湘南山手                                                                       |
| 7      | 京浜急行バス | - 久11：森崎リアンシティ - 久13・久16：YRP野比駅 - 久14：北久里浜駅 - 久17：衣笠十字路 - 衣35：衣笠駅 |
| A      | 京浜急行バス | - 久1：ハイランド - 久2：YRP野比駅                                                                    |

## 隣の駅
東日本旅客鉄道（JR東日本）
 横須賀線
衣笠駅 (JO 02) - 久里浜駅 (JO 01)

### 記事本文